# Erbschaftsteuer in der Slowakei
In der Slowakei wurde anlässlich des Beitritts der Slowakei zur Europäischen Union zum 1. Januar 2004 die Erbschaft- und Schenkungsteuer abgeschafft. 